# دون غوردون (لاعب كرة قاعدة)
دون غوردون (بالإنجليزية: Don Gordon)‏ هو لاعب كرة قاعدة أمريكي، ولد في 10 أكتوبر 1959 في نيويورك في الولايات المتحدة.

## وصلات خارجية
- دون غوردون على موقع دوري كرة القاعدة الرئيسي (الإنجليزية)
- دون غوردون على موقعبيزبول رفرنس.كوم (الدوري الرئيسي) (الإنجليزية)
- دون غوردون على موقعبيزبول رفرنس.كوم (الدوري الثانوي) (الإنجليزية)